# IC 2378
IC 2378 је лентикуларна галаксија у сазвјежђу Рак која се налази на листи објеката дубоког неба у Индекс каталогу.
Деклинација објекта је + 30° 25' 52" а ректасцензија 8h 28m 31,6s. Привидна величина (магнитуда) објекта IC 2378 износи 14,3 а фотографска магнитуда 15,3. IC 2378 је још познат и под ознакама MCG 5-20-18, CGCG 149-31, PGC 23771.